# Sender Süderlügum
Der Sender Süderlügum ist eine Sendeanlage (kurz Sender) der Deutschen Funkturm, die sich in der Gemeinde Süderlügum nördlich von Niebüll befindet. Als Antennenträger wird ein 123 Meter hoher Sendemast in der Bauart eines abgespannten Gittermastes verwendet.
Der Sender diente früher als Grundnetzsender für das analoge Fernsehen, welcher im Zuge der DVB-T-Einführung abgeschaltet wurde. Heute dient der Sender noch zur Ausstrahlung von Radiosignalen.

## Frequenzen und Programme

### Analoger Hörfunk (UKW)
Beim Antennendiagramm sind im Falle gerichteter Strahlung die Hauptstrahlrichtungen in Grad angegeben.
Zurzeit gibt es auf dem Turm folgende analoge Hörfunksender:
| Frequenz (MHz) | Programm      | RDS PS   | RDS PI | Regionalisierung | ERP (kW) | Antennendiagramm rund (ND)/gerichtet (D) | Polarisation horizontal (H)/vertikal (V) |
| -------------- | ------------- | -------- | ------ | ---------------- | -------- | ---------------------------------------- | ---------------------------------------- |
| 94,7           | Klassik Radio | KLASSIK_ | D75B   | –                | 0,2      | D (110°-250°)                            | H                                        |
| 100,3          | Antenne Sylt  | ANT-SYLT | 14E3   | –                | 2,0      | D (150°-190°)                            | H                                        |

### Digitaler Hörfunk (DAB)
Seit 13. Juli 2022 wird der Bundesmux im Kanal 5C im Gleichwellenbetrieb (SFN) mit anderen Sendern ausgestrahlt, seit dem 30. Dezember 2024 auch der private Multiplex FlensburgK11D. DAB wird in der Regel – so auch hier – in vertikaler Polarisation gesendet. 
| Block                         | Programme (Datendienste) | ERP (kW) | Antennen- diagramm rund (ND), gerichtet (D) | Gleichwellennetz (SFN) |
| ----------------------------- | --- | -------- | ------------------------------------------- | --- |
| 5C DRDeutschland (D__00188)   | DAB+ Block der Media Broadcast: - Absolut relax (72 kbps) - Dlf (104 kbps) - Dlf Kultur (112 kbps) - Dlf Nova (104 kbps) - DRadio DokDeb (48 kbps) - Energy Digital (72 kbps) - ERF Plus (64 kbps) - Klassik Radio (72 kbps) - Radio Bob (72 kbps) - Radio Horeb (48 kbps) - Radio Schlagerparadies (64 kbps) - Schwarzwaldradio (64 kbps) - sunshine live (72 kbps) - DRadio Daten (32 kbps Daten) - EPG Deutschland (16 kbps Daten) - TPEG (16 kbps Daten) - TPEG_MM (16 kbps Daten) | 1        | D (70–10°)                                  | - Baden-Württemberg: Aalen, Baden-Baden (Fremersberg), Bad Mergentheim, Blauen, Brandenkopf, Donaueschingen, Feldberg im Schwarzwald, Freiburg (Vogtsburg-Totenkopf), Geislingen (Oberböhringen), Großerlach (Hohe Brach), Heidelberg (Königstuhl), Heilbronn (Schweinsberg), Hochrhein (Rickenbach), Hornisgrinde, Pforzheim (Schömberg-Langenbrand), Raichberg, Ravensburg (Höchsten), Reutlingen, Stuttgart (Frauenkopf), Ulm (Kuhberg) - Bayern: Amberg (Hirschau), Aschaffenburg (Pfaffenberg), Augsburg (Hotelturm), Bad Tölz (Gaißach), Balderschwang, Bamberg (Geisberg), Büttelberg, Brotjacklriegel, Dillberg, Grünten, Herzogstand, Hochberg (Traunstein), Hoher Bogen, Inntal (Ebbs), Ingolstadt (Gelbelsee), Kreuzberg/Rhön, Landshut (Altdorf), München (Olympiaturm), Nennslingen (Büchelberg), Nürnberg, Oberammergau, Ochsenkopf, Passau, Pfänder, Pfaffenhofen, Pfarrkirchen, Pfronten, Regensburg (Hohe Linie), Unterringingen, Untersberg, Wendelstein (Bayrischzell), Würzburg (Frankenwarte) - Berlin: Berlin (Alexanderplatz), Berlin (Scholzplatz) - Brandenburg: Bad Belzig, Booßen, Brandenburg/Havel, Calau, Casekow, Cottbus, Eberswalde (geplant), Eisenhüttenstadt, Neuruppin (geplant), Petkus, Pritzwalk, Templin - Bremen: Bremen (Walle), Bremerhaven-Schiffdorf - Hamburg: Hamburg (Moorfleet), Hamburg (Heinrich-Hertz-Turm) - Hessen: Bad Hersfeld (Rimberg), Biedenkopf (Sackpfeife), Fulda (Hummelskopf), Frankfurt (Europaturm), Gelnhausen (Schnepfenkopf), Gießen (Dünsberg), Großer Feldberg, Hardberg, Hohe Wurzel, Hoher Meißner, Kassel (Habichtswald), Mainz-Kastel - Mecklenburg-Vorpommern: Garz (Rügen), Güstrow, Malchin, Neubrandenburg-Süd, Neustrelitz (geplant), Rostock (Toitenwinkel), Röbel, Schwerin (Zippendorf-Gr.Dreesch), Torgelow, Wismar/Rüggow, Züssow - Niedersachsen: Aurich-Popens, Braunschweig (Broitzem), Braunschweig (Drachenberg), Cuxhaven-Stadt, Dannenberg, Göttingen (Bovenden-Osterberg), Hannover (Telemax), Lingen, Lüneburg-Neu Wendhausen, Molbergen-Peheim, Osnabrück (Bramsche-Schleptruper Egge), Hildesheim (Sibbesse), Steinkimmen, Uelzen, Visselhövede, Wilhelmshaven - Nordrhein-Westfalen: Aachen (Karlshöhe), Bergneustadt-Wiedenest (R), Bielefeld (Hünenburg), Bonn (Venusberg), Dortmund (Florianturm), Düsseldorf (Rheinturm), Eggegebirge, Herscheid, Hochsauerland (Hunau), Hürtgenwald-Großhau, Köln (Colonius), Langenberg, Lügde-Rischenau (Köterberg), Meschede (geplant), Minden (Jakobsberg), Münster (Fernmeldeturm), Schöppingen, Siegen-Süd, Wesel - Rheinland-Pfalz: Bad Kreuznach (Schanzenkopf), Bad Marienberg (Westerwald), Bornberg, Daun (Eifel), Edenkoben (Kalmit), Heckenbach-Schöneberg (Ahrweiler), Haardtkopf (geplant), Idar-Oberstein, Kaiserslautern, Kettrichhof, Koblenz (Kühkopf), Schnee-Eifel (geplant), Trier (Petrisberg) - Saarland: Merzig-Merchingen, Saarbrücken (Schoksberg) - Sachsen: Chemnitz, Dresden, Geyer, Leipzig, Löbau, Neustadt, Niederschöna (geplant), Oschatz, Schöneck, Zwickau Ost - Sachsen-Anhalt: Brocken, Burg, Dequede, Petersberg, Pettstädt (Weißenfels), Schneidlingen, Wittenberg - Schleswig-Holstein: Bungsberg, Bredstedt, Flensburg, Garding, Heide, Helgoland, Hennstedt, Itzehoe, Kiel (Kronshagen), Lübeck (Stockelsdorf), Schleswig, Niebüll (Süderlügum), Westerland (Sylt) - Thüringen: Bleßberg (Sonneberg), Erfurt-Hochheim, Gera, Inselsberg, Jena (Oßmaritz), Kulpenberg, Lobenstein (Sieglitzberg), Saalfeld (Remda), Weimar (Ettersberg) |
| 11D Flensburg K11D (D__00333) | - Antenne Sylt (72 kbps) - delta radio (SH-Nord) (72 kbps) - Oldie Antenne (72 kbps) - Ostseewelle (FL) (72 kbps) - Radio 21 (FL) (72 kbps) - Radio Bob (SH) (72 kbps) - Radio Bollerwagen (72 kbps) - Radio Fratz (72 kbps) - Radio Hamburg (72 kbps) - Radio Nordseewelle (72 kbps) - Radio Schleswig-Holstein (SH-Nord) (72 kbps) - Radio Wellenrausch (72 kbps) - Rock Antenne (HH) (72 kbps) - Westküste FM (72 kbps)                                                             | 2        |                                             | Flensburg, Niebüll (Süderlügum), Westerland (Sylt) |

### Analoges Fernsehen
Bis zur Umstellung auf DVB-T wurden folgende Programme in analogem PAL gesendet:
| Kanal | Frequenz (MHz) | Programm                            | ERP (kW) | Sendediagramm rund (ND)/ gerichtet (D) | Polarisation horizontal (H)/ vertikal (V) |
| ----- | -------------- | ----------------------------------- | -------- | -------------------------------------- | ----------------------------------------- |
| 29    | 535,25         | Das Erste (NDR)                     | 100      | D                                      | H                                         |
| 34    | 575,25         | ZDF                                 | 130      | D                                      | H                                         |
| 40    | 623,25         | RTL Television (Schleswig-Holstein) | 20       | D                                      | H                                         |
| 56    | 751,25         | Sat.1 (Hamburg/Schleswig-Holstein)  | 20       | D                                      | H                                         |
| 60    | 783,25         | NDR Fernsehen Schleswig-Holstein    | 110      | D                                      | H                                         |